# Renato de Albuquerque
Renato de Albuquerque é um engenheiro civil e empresário brasileiro da área de construção civil e imobiliária. Ele foi o fundador, juntamente com o arquiteto e colega da Escola Politécnica da Universidade de São Paulo,Yojiro Takaoka, da construtora Albuquerque & Takaoka em 1951, conhecida pela criação do empreendimento imobiliário Alphaville.
A 20 de fevereiro de 2025, foi agraciado com o grau de Grã-Cruz da Ordem do Infante D. Henrique, de Portugal.

## A Coleção RA de Cerâmica Chinesa
Renato de Albuquerque é um colecionador de porcelanas e obras de arte de exportação chinesa. Seu acervo possui uma ampla gama de cerâmicas chinesas, como itens de grés esmaltado verde dos séculos III, IV e V, peças de cerâmica da dinastia Tang (618-907), potes Liao (907-1125) e algumas peças de celadon de vários períodos. Grande parte de sua coleção é composto por peças de porcelana de exportação destinadas principalmente ao mercado europeu, Oriente Médio, Sudeste Asiático e Japão, entre outros países, que contém principalmente porcelana das dinastias Ming (1368–1644) e Qing (1644–1911). Sua coleção de porcelanas chinesas é uma das maiores e provavelmente mais representativas e de relevância histórica da atualidade.